# قلعه فوشیمی
قلعه فوشیمی (به ژاپنی: 伏見城 Fushimi-jō) یا قلعه مومویاما (به ژاپنی: 桃山城 Momoyama-jō) یا قلعه فوشیمی-مومویاما یک قلعه ژاپنی در کیوتو در منطقهٔ فوشیمی است. این قلعه توسط تویوتومی هیده‌یوشی در سال‌های ۱۵۹۲–۱۵۹۴ ساخته شده‌است.
در سال ۱۵۹۴ هیده‌یوشی جهت اقامت به این قلعه وارد شد. دو سال بعد در ۱۵۹۶ به علت زلزله قلعه ویران شد. هیده‌یوشی با فاصله یک کیلومتر از قلعه اصلی، قلعه دیگری ساخت. ساخت قلعه جدید در سال ۱۵۹۷ به پایان رسید. هیده‌یوشی در داخل این قلعه در سال ۱۵۹۸ درگذشت و بنابر وصیت او پسرش از این قلعه خارج و در قلعه اوساکا ساکن شد. به‌جای او توکوگاوا ایه‌یاسو که رئیس گوتایرو بود به این قلعه وارد شد و امور دولتی را به عهده گرفت.
در طول نبرد سکیگاهارا، موتوتادا توری، دست نشاندگان ایه‌یاسو و دیگران از قلعه فوشیمی دفاع می‌کردند، اما قلعه توسط ارتش غربی جناح ایشیدا میتسوناری مورد حمله قرار گرفت و قلعه سقوط کرد و بیشتر ساختمان‌ها در آتش سوختند. افسانه‌ها حاکی از آن است که تخته‌های کف ساختمانی که در آن رعیت‌های خاندان توکوگاوا در حالی که خود را سد کرده بودند خودکشی کردند، دوباره به عنوان تخته سقف در معبد یوگن-این، معبد شودنجی و سایر معابد در شهر کیوتو به عنوان بزرگداشت و مراسم یادبود استفاده شد و هنوز هم مورد استفاده قرار می‌گیرند. امروزه به عنوان سقف خونی شما می‌توانید علائم واضح را ببینید. با این حال، هیچ سابقه‌ای از ساختمانی که دست نشاندگان خانواده توکوگاوا در آن خودکشی کرده‌اند، وجود ندارد و هیچ سندی مبنی بر تخریب یا جابجایی آن وجود ندارد، و صحت این داستان نیز نامشخص است.